# Pseudomops boyacae
Pseudomops boyacae es una especie de cucaracha del género Pseudomops, familia Ectobiidae. Fue descrita científicamente por Hebard en 1933.
Habita en Colombia.